# Finn Gold Cup
Finn Gold Cup är en kappsegling med entypsbåtar. Tävlingen har anordnats sedan 1956. 

## Svenska mästare
- Tønsberg 1962 – Arne Åkerson
- Hamilton 1969 – Thomas Lundqvist
- Malmö 1975 – Magnus Olin
- Pärnu 1994 – Fredrik Lööf
- Gdańsk 1997 – Fredrik Lööf
- Melbourne 1999 – Fredrik Lööf
- Balatonföldvár 2017 – Max Salminen